# A Blind Bargain
A Blind Bargain este un film de groază american din 1922 regizat de Wallace Worsley. Rolurile principale sunt interpretate de actorii Lon Chaney, Raymond McKee și Jacqueilne Logan.

## Distribuție
- Lon Chaney
- Raymond McKee
- Jacqueline Logan
- Wallace Beery

## Legături externe
- A Blind Bargain la Internet Movie Database
- A Blind Bargain la Allmovie
- A Blind Bargain la silentera.com

## Vezi și
- Listă de filme americane din 1922